# Musée Aman
Musée Mohammed VI pour la civilisation de l'eau au Maroc
Le Musée Aman, également appelé Musée de l'eau de Marrakech ou Musée Mohammed VI pour la civilisation de l'eau, est un musée à Marrakech consacré à l'eau et aux techniques hydrauliques dans le Maroc traditionnel. Il est situé à l'entrée nord de Marrakech, dans le secteur de la Palmeraie.

## Historique
Le musée a été inauguré le 5 janvier 2017 en présence du prince héritier Moulay El Hassan et a ouvert ses portes au public au mois de mai de la même année. L'origine du projet remonte à 2011. Fait rare au Maroc, le Musée Aman est un projet du Ministère des Habous et des affaires religieuses. Historiquement, les fontaines de mosquées faisaient partie des principaux point d'approvisionnement en eau potable dans les médinas marocaines. Aussi les autorités religieuses ont-elles acquis une expertise dans l'hydraulique et les techniques d'acheminement de l'eau, expertise qu'elles souhaitaient valoriser à travers ce musée. 
Le volet scientifique a été confié à un comité chapeauté par Ahmed Toufiq lui-même, comité se composant notamment de Mohamed Al Faiz, historien responsable du master histoire de l'eau et de l'environnement à l'Université Cadi Ayyad, et d'ingénieurs et d'historiens, dont Mehdi Benzekri et Abdelkbir Zahoud. La conception architecturale du musée a été confiée à Rachid Sqalli Houssaini, la muséographie à Ahmed Ghazzali de la société K Nour et la réalisation de l’exposition permanente à la société Museums et Expos International Limited. Le budget alloué à la construction du musée est important puisqu'il s'élève à 163 millions de dirhams.

## Présentation
Le Musée Aman présente un espace d'exposition permanente d’une superficie de 2 235 m2 étalés sur trois niveaux et un espace pour les expositions temporaires d’une surface de 570 m2. Le musée est doté d'une muséographie moderne et innovante, les trois salles circulaires s'ouvrant en leur centre sur une imposante maquette animée présentant les aménagements hydrauliques dans la région de Marrakech. 

### Exposition permanente
Les dix axes thématiques successivement abordés par l'exposition permanente du musée sont les suivants :
1. Les caractéristiques physico-chimiques de l'eau.
2. Les ressources hydriques du Maroc, état des lieux.
3. Le patrimoine hydraulique rural traditionnel des grands écosystèmes marocains : les oasis, la montagne, la plaine et le Sahara.
4. Le patrimoine hydraulique urbain de trois villes historiques : Fès, Marrakech et Tétouan.
5. Le droit coutumier et les modes de gestion traditionnelle.
6. Le rôle des Habous dans la gestion des eaux urbaines.
7. La spiritualité, les rituels et les fêtes associés à l'eau.
8. La politique des barrages et la loi de l'eau de Feu Sa Majesté Hassan II.
9. La stratégie nationale de l'eau et la nouvelle politique de Sa Majesté Mohammed VI.
10. Les enjeux et les défis de l'avenir.

Chaque axe thématique fait l'objet d'un traitement scénographique différencié, combinant des supports muséographiques variés : objet, vidéo, audio ou encore projection interactive. Des objets et des manuscrits authentiques d'une certaine valeur patrimoniale provenant de tout le territoire marocain sont exposés dans le musée. Ils recouvrent plusieurs aspects de la gestion de l'eau : l'usage, le captage, la conduite, la gestion, les rituels et les croyances spirituelles.

### Projet de parc
Situé derrière le musée, un futur parc sera aménagé sur une superificie de 3 hectares. Pensée comme une contribution à la revitalisation de la palmeraie de Marrakech, il invitera le visiteur à découvrir les techniques traditionnelles d'irrigation et d’utilisation durable des terres et de l’eau. Il sera agrémenté de reproductions des différentes ouvrages constitutifs du patrimoine hydraulique marocain : noria, khettara, séguia, etc.

### Autres équipements
Le musée dispose par ailleurs d'une salle polyvalente de 350 places, d'un hall dédié aux expositions temporaires, ainsi que d'une salle de réunion.

## Exploitation
La gestion administrative et commerciale du musée est confiée à la société Couleur Com et à son directeur général Youssef Mouhyi. En 2018, la fréquentation du musée s'est établie à 37500 visiteurs.